# Eulithis interrupta
Eulithis interrupta är en fjärilsart som beskrevs av Hirschke 1910. Eulithis interrupta ingår i släktet Eulithis och familjen mätare. Inga underarter finns listade i Catalogue of Life.